# Bellewood
Bellewood – miasto w Stanach Zjednoczonych, w stanie Kentucky, w hrabstwie Jefferson.